# Christiania Turnforenings Idrætsparti
Christiania Turnforenings Idrætsparti blev oprettet i foråret 1910 som en underafdeling af 
Christiania Turnforening. Partiets første styre bestod af bl.a. formanden Einar Sand, som havde taget initiativet til etableringen, og viceformanden Oskar W. Bye. Partiet blev opprettet for at give medlemmerne tilbud indenfor boksning, brydning og atletik som på denne tiden fik en stigende tilslutning. 

## Boksning
Partiets boksetræning blev fra starten af ledet af bokseren Walther. Senere i efteråret 1910 tog tandlægestudenten 
Bjarne Bühring Dehli over som instruktør. Han havde i 1909 været med til at stifte Kristiania Boxeklub, som ophørte et år efter grundlæggelren. Fra efteråret 1911 blev partiets brydninge- og boksetræning ledet af
Georg Antonius Brustad. Fra efteråret 1917 blev den danske eks-verdensmester Waldemar Holberg ansat som træner for bokserne.